# Töttös
Töttös là một thị trấn thuộc hạt Baranya, Hungary. Thị trấn này có diện tích 22,99 km², dân số năm 2010 là 584 người, mật độ 25 người/km².